# Црква светог Николе у Стрезовцима
Црква светог Николе је православни храм који се налази у селу Стрезовце, у општини Старо Нагоричане, у Северној Македонији. Као споменик културе налази се на списку заштићеног културног наслеђа Републике Северне Македоније.
Храм припада Парохији младонагоричкој, Архијерејском намесништву кумановско-кратовском и Епархији кумановско-осоговској Македонске православне цркве

## Историја
О настанку и осликавању храма сведочи сачувани ктиторски натпис у камену, изнад западних врата:
- ''Извољенијем Оца и поспешенијем Сина и савршенијем Светаго Духа писа се божанствени храм светаго архијереја Чудотворца Николе трудом и бригом презвитера кир Констандина са свим селом Стрезовцима малим и великим: (дародавци) Никола, и Милко, и Бошко, и Комнен, Михаило, Стојко. Поче се (фрескописање) месеца априла и саврши се маја, тридесетог дана. претходно је (храм) сазидао презвитер кир Петко у лето 7114. године (1606) испред (у име, за време) патријарха Јована и владике Макарија.''[2]

Патријарх који се помиње у натпису је Јован Први, звани Кантул. Био је старешина српске Пећке патријаршије од 1592. до 1614. године.

## Изглед и фрескопис
Црква светог Николе је тробродна грађевина. Средњи брод је виши од бочних. Бродови су покривени полуоблим сводом и међусобно су одвојени са по два стуба.
Живопис припада линотопској школи фрескосликарства. У великој мери је оштећен. Делом уништене сегменте обновио је 1901. године велешки зограф Атанас Николов.
У олтарском простору, у апсиди лево од прозора осликани су архијереји Герман, Атанасије и Василије. Десно су представљени Јован Златоусти, Григорије Богослов и Кирил. Изнад њих је композиција Причешћа апостола, а затим ред попрсја Евтихија, Силвестера, Андреја,  једног безименог и једног уништеног лика, потом Мелетија, Григорија и Никанора. У врху је Богородица са два анђела.
Са стране уз апсиду представљене су Благовести, стојећа фигура Игњатија, потом медаљони Јакова, Антонија, Лупа и Романа, сви фрагментарно очувани. На источном зиду јужног брода се налазе три непозната светитеља. 
Никола Нови насликан је на потрбушју пролаза између северног и средишњег брода. На јужном зиду постоје само стојеће фигуре Теодора Тирона, Теодора Стратилата и Пахомија са анђелом, а у медаљонима Калиник и непознати светитељ.
На западном зиду су Евтимије, Антоније Велики, Артемије, Никита, арханђел Михаило. Десно од врата су арханђел Гаврило, Контантин, Јелена, Трифун и Аксентије. У другој зони сликани су медаљони са ликовима свете Марине, Текле, Недеље, Теодоре, Анастасије и Евгеније. Изнад медаљона је неоштеђена представа Успења Богородице.
У северном броду, на западном зиду је једино сачуван лик Гликерија.

## Радови на санацији и обнови
Након ослобођења Старе Србије, односно Косова, Метохије и Вардарске Македоније, извршено је рекогносцирање и, сходно средствима и кадровским могућностима, санирање и обнављање средњовековних сакралних објеката. 
Такви радови обављени су у Стрезовцу 1931. године, када су у исто време третиране црква светог Николе и оближња црква свете Петке. По ставкама:
1. уклоњено шута из унутрашњости - 76 кубних метара
2. ископано наноса са северне стране цркве - 126 кубних метара
3. очишћено и срушено горњих, иструлелих слојева порушених зидова - 6,5 кубних метара
4. попуњено рупа и озидано - 6,5 кубних метара
5. осигурано врхова зидова бетоном (1:3:5), армираних жицом, са заштитном кошуљицом масног бетона - 6,5 метара кубних, односно 38,5 метара квадратних површине
6. затворено пукотина бетоном (1:3:5), армираног жицом - око 10  метара
7. облепљено ивица заосталих фрагмената живописа продужним малтером, армираним жицом - око 100 метара

Укупни трошак, будући да су обе цркве једним рачуном обнављане, износио је 26 000 динара.